# Имашев, Саттар Нурмашевич
Саттар Нурмашевич Имашев (20 марта 1925, с. Бирлик Денгизского района Гурьевской области Казахской ССР — 22 февраля 1984, г. Алма-Ата) — советский партийный и государственный деятель.
Председатель Президиума Верховного Совета Казахской ССР (1980—1984), заместитель Председателя Президиума Верховного Совета СССР (1980—1984). Член Центрального Комитета КПСС (1981—1984).
Участник Великой Отечественной войны.

## Биография
Родился в семье крестьянина Нурмаша Имашева (1876—1950). Происходит из рода Бериш Младшего жуза.
Окончил Рижское военно-пехотное училище (1944), Казахский государственный университет (1949) и Республиканскую двухгодичную партийную школу при ЦК КП Казахстана. В 1953 году окончил аспирантуру в Институте истории партии при ЦК КП Казахстана. Кандидат исторических наук (1954).
Трудовой путь начал в 1941 году учителем средней школы, село Новороссийское Актюбинской области.
В 1943—1946 годах служил в Советской Армии. Участник Великой Отечественной войны. С января 1943 до июня 1944 года — курсант Рижского военно-пехотного училища, в июне — сентябре 1944 года — курсант 21-го отдельного полка резерва офицерского состава Южно-Уральского военного округа, с сентября 1944 до января 1945 года командовал взводом 99-й гвардейской воздушно-десантной дивизии 3-го Украинского фронта, с января 1945 до июня 1946 года — командир взвода 324-го гвардейского ордена Александра Невского стрелкового полка 103-й гвардейской стрелковой Краснознаменной ордена Кутузова дивизии. За мужество и отвагу в годы Великой Отечественной войны гвардии младший лейтенант Саттар Нурмашевич Имашев был награжден Орденом Красной Звезды, медалью «За победу над Германией в Великой Отечественной войне 1941—1945 гг.».
В 1946—50 гг. — инструктор, заведующий сектором Актюбинского обкома КП Казахстана.
В 1950—58 гг. — аспирант, младший научный сотрудник, а затем старший научный сотрудник Института истории партии при ЦК КП Казахстана.
В 1958—60 гг. — заместитель заведующего отделом пропаганды и агитации ЦК КП Казахстана.
В 1960—61 гг. — директор Института истории партии при ЦК КП Казахстана.
В 1961—65 гг. — секретарь Целинного крайкома КП Казахстана.
В 1965—79 гг. — секретарь ЦК КП Казахстана по идеологии.
В 1975—79 гг. — Председатель Верховного Совета Казахской ССР.
В 1979—84 гг. — Председатель Президиума Верховного Совета Казахской ССР, одновременно с 25 июня 1980 г. — заместитель Председателя Президиума Верховного Совета СССР.
Член ЦК КПСС (1981—84 гг.). Член Центральной ревизионной комиссии КПСС (1976—81 гг.). Член ЦК КП Казахстана (1965—84 гг.; кандидат в члены ЦК КП Казахстана в 1961—65 гг.), Член Президиума ЦК КП Казахстана (1965—66 гг.). Член Бюро ЦК КП Казахстана (1966—84 гг.).
Депутат Верховного Совета СССР (1970—74 гг. и 1979—84 гг.). Член Комиссии по иностранным делам Совета Союза Верховного Совета СССР (1979—1980). Депутат Верховного Совета Казахской ССР (1963—84 гг.).

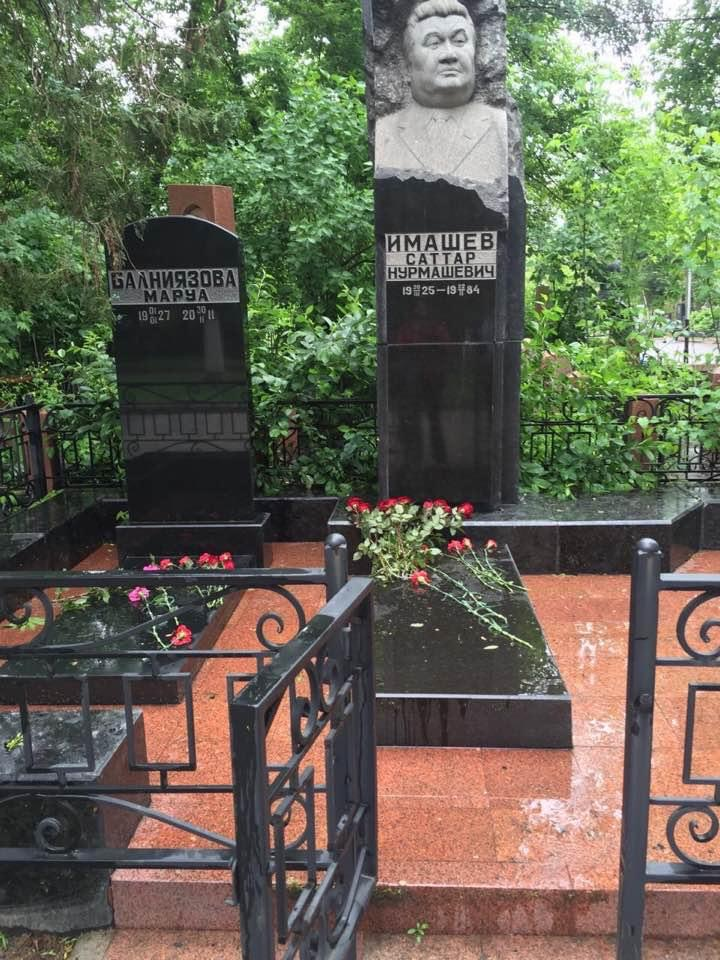
Надгробный памятник над могилой Саттара Имашева и его жены на Центральном кладбище Алматы.

Скончался 22 февраля 1984 года в г. Алма-Ата. Похоронен на Центральном кладбище города Алма-Аты.

## Публикации
- Зарождение коммунистической печати в Казахстане. 1961, Алма-Ата: Казгосиздат, 111 с.
- КПСС - организатор и вдохновитель освоения целинных и залежных земель.  В сборнике «10 лет освоения целины». 1964, Алма-Ата: Наука, 17 с.
- В созвездии братских республик. (К 50-летию Каз. ССР и КП Казахстана). 1970, Москва: Знание, 48 с.
- Казахская Советская Социалистическая Республика. 1976, Тбилиси: Сабчота Сакартвело, 51 с.
- Казахская Советская Социалистическая Республика. 1977, Ташкент: Узбекистан, 60 с.
- Партийное руководство социальным развитием советского общества. 1977, Москва: Знание, 63 с.
- Духовное богатство возрожденного народа. Очерк о развитии социалистической культуры Казахской ССР. 1982, Киев: Дніпро, 191 с.
- Свет ленинских идей: избранные труды. 1985, Алма-Ата: Казахстан, 470 с.
- Многочисленные статьи в республиканских и центральных изданиях.

## Награды
- Орден Ленина
- Орден Октябрьской Революции
- Орден Трудового Красного Знамени (дважды)
- Орден Красной Звезды
- Медаль «За победу над Германией в Великой Отечественной войне 1941—1945 гг.»

## Память
- В Курмангазинском районе, селе Бирлик (каз. Құрманғазы ауданы) — район на западе Атырауской области Казахстана, именем С. Н. Имашева названа общеобразовательная школа http://imashev.kurmangazy-bb.kz/ru/ Архивная копия от 24 сентября 2021 на Wayback Machine.

- Именем Саттара Имашева названа улица в городе Атырау

https://2gis.kz/atyrau/geo/70030076163470779
- https://atyrau.edu.kz/ru/MediaResources/Details/342

- https://www.youtube.com/watch?v=AeAFB6qdJJ8